# ミスター・ウブロ
『ミスター・ウブロ』（英: Mr Hublot）は、ローラン・ウィッツとアレクサンドル・エスピガル監督による2013年のルクセンブルクのコンピュータアニメーション短編映画。2014年3月の第86回アカデミー賞でアカデミー短編アニメ賞を受賞した。邦題は『ミスター・ウブロと子犬』とされる例もある。
コンピュータグラフィクスによって、レトロフューチャーな世界観を表現する。

## あらすじ
神経質な引きこもりのミスター・ウブロは、少しの日常生活の変化も家の外の世界も大の苦手だった。そんなウブロが捨てられていた仔犬型ペットロボットを拾って、共同生活を始める（仔犬型ロボットだが食事もすれば、成長（巨大化）もする）。ウブロは仔犬ロボットとの生活を通じて内面を変化させていく。

## 賞歴
- 2014年 第86回アカデミー賞アカデミー短編アニメ賞受賞
- 2015年 第21回京都国際子ども映画祭 短編・アニメ部門 グランプリ受賞[1]